# Mielec (gemeente)
De gemeente Mielec is een landgemeente in het Poolse woiwodschap Subkarpaten, in powiat Mielecki.
De zetel van de gemeente is in Mielec.
Op 30 juni 2004 telde de gemeente 12 008 inwoners.

## Oppervlakte gegevens
In 2002 bedroeg de totale oppervlakte van gemeente Mielec 122,12 km², waarvan:
- agrarisch gebied: 52%
- bossen: 40%

De gemeente beslaat 13,87% van de totale oppervlakte van de powiat.

## Demografie
Stand op 30 juni 2004:
| Omschrijving                   | Totaal | Totaal | Vrouwen | Vrouwen | Mannen | Mannen |
| ------------------------------ | ------ | ------ | ------- | ------- | ------ | ------ |
| eenheid                        | aantal | %      | aantal  | %       | aantal | %      |
| inwoners                       | 12 008 | 100    | 6046    | 50,3    | 5962   | 49,7   |
| bevolkingsdichtheid (inw./km²) | 98,3   | 98,3   | 49,5    | 49,5    | 48,8   | 48,8   |

In 2002 bedroeg het gemiddelde inkomen per inwoner 1317,93 zł.

## Administratieve plaatsen (sołectwo)
Boża Wola, Chorzelów, Chrząstów, Goleszów, Książnice, Podleszany, Rydzów, Rzędzianowice, Szydłowiec, Trześń, Wola Chorzelowska, Wola Mielecka, Złotniki.

## Aangrenzende gemeenten
Borowa, Cmolas, Czermin, Gawłuszowice, Mielec (miasto), Niwiska, Przecław, Radomyśl Wielki, Tuszów Narodowy, Wadowice Górne